# Captain Gips

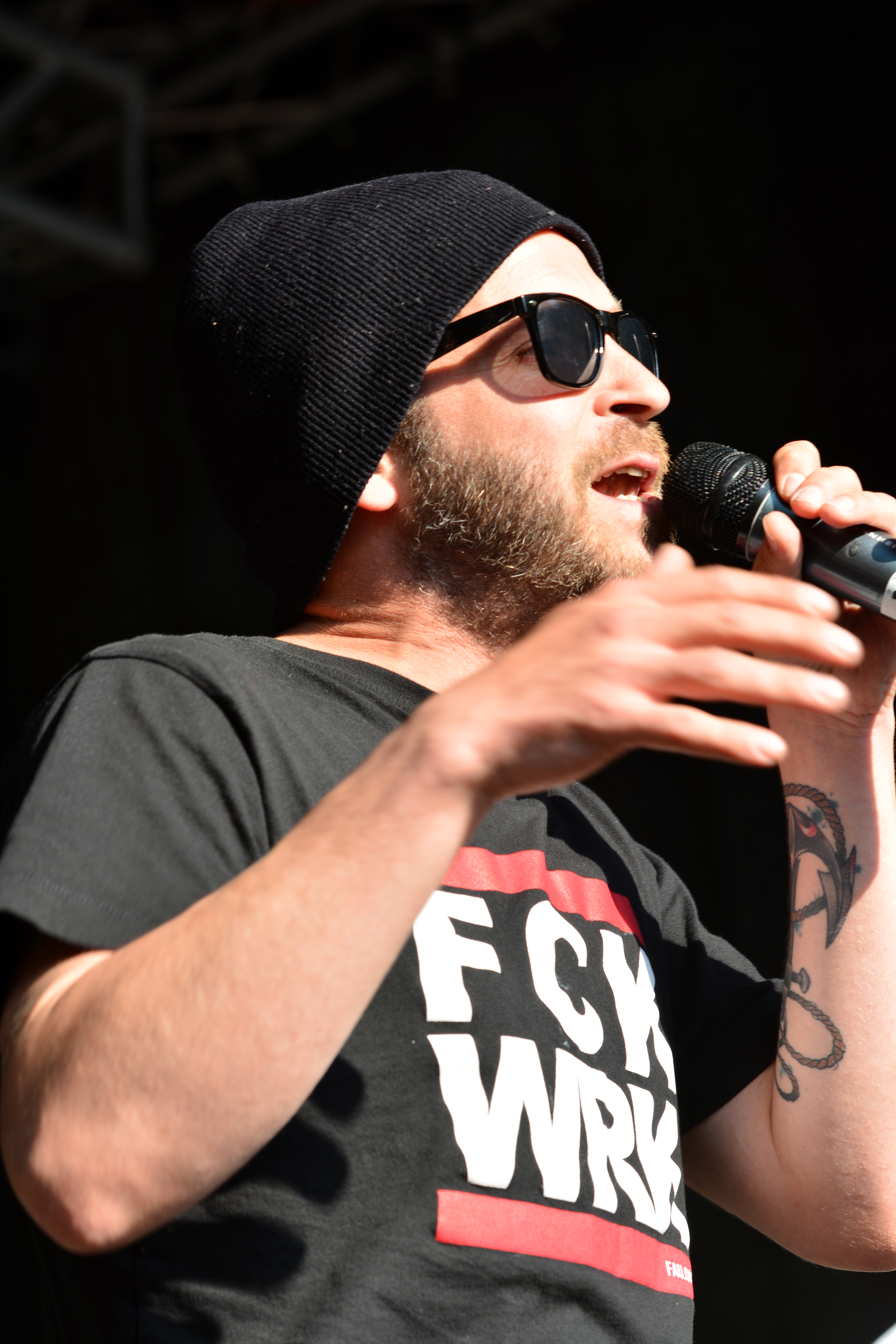
Captain Gips beim Wilwarin Festival 2014

Captain Gips (* in Hamburg, bürgerlicher Name Arne Gotthard Ihlenfeld) ist ein deutscher Rapper.

## Biografie
Captain Gips’ musikalischer Werdegang begann in Wedel. Er ist der Sohn eines ehemaligen Mitarbeiters von Amnesty International, der sich in der Partei Bündnis 90/Die Grünen engagierte. Zum Hip-Hop kam er über eine Platte von Public Enemy, die ihm sein Bruder schenkte. Seinen Namen Captain Gips übernahm er von einem in Wedel stadtbekannten Trinker.
Mitte der 1990er-Jahre begann er, eigene Texte zu schreiben, und gründete die Rap-Gruppe Diebe der Zeit, die 1998 ein Demo veröffentlichte und Konzerte in ganz Deutschland spielte. 2002 nahm Captain Gips ein erstes Solotape auf. Nach der EP Schluss mit lustig lösten sich die Diebe der Zeit auf. Captain Gips machte alleine weiter und veröffentlichte 2006 das Album Transformer und das Mixtape Von oben herab.
2009 gründete er ein Projekt namens Optimus Prime, bei dem er neben Captain Gips die drei unterschiedlichen Charaktere King Fuck (Gangster-Rap), MC Fresh (Backpackrapper) und den Spaßrapper Florida Klaus verkörperte.
2010 folgte das Album Neonschwarz, ein Download-Album mit Johnny Mauser. Auf dem Album befand sich das Lied Flora bleibt, ein Lied, das zur Unterstützung der Roten Flora geschrieben wurde. Kurz nach der Veröffentlichung wurde das Lied und damit der ganze Tonträger von der Bundesprüfstelle für jugendgefährdende Medien indiziert. Die Jugendschützer sahen in dem Lied einen Aufruf zur Gewalt.
Captain Gips gründete danach mit Johnny Mauser und der Sängerin Marie Curry das Projekt Neonschwarz, das bei Audiolith Records unterschrieb. Die erste Veröffentlichung war das Video zu On a Journey, noch aus dem Neonschwarz-Album. Es folgte 2012 die EP Unter’m Asphalt der Strand. Parallel veröffentlichte Captain Gips die Singles Was ihr liebt und Bettman. 2013 folgte eine Split-Single von Neonschwarz mit Kobito.
Sein drittes Solo-Album wurde 20.000 Meilen unter dem Yeah und erschien im November 2013. Als Gäste wirkten Marie Curry, Ira Atari, Kolya und B-Low von Digger Dance mit. Als offizielle Single wurde Faust in der Tasche mit dem Bonusstück Pennen veröffentlicht.
Am 14. Dezember 2014 gab Captain Gips bekannt, dass das Landeskriminalamt Hamburg gegen ihn wegen Volksverhetzung ermittelt. Grund war der Text des Lieds NaziFreieZone, den er zusammen mit Johnny Mauser 2012 als Aufruf zu einer Gegendemonstration gegen einen Neonazi-Aufmarsch verfasst hatte. Die Anklage wurde fallen gelassen.
„Klar zum Kentern“ wurde sein viertes Soloalbum, es erschien 2017 ebenfalls auf Audiolith Records. Das Album wurde zeitgleich zum Album „Mausmission“ von Johnny Mauser veröffentlicht, mit dem Captain Gips anschließend auch zusammen in Deutschland Konzerte spielte.
2020 veröffentlichte er gemeinsam mit Vollka Putt unter dem Namen Florida Klaus die E.P. „Listen to your Hartz“.
Bei der Bundestagswahl 2021 trat Captain Gips unter seinem Synonym Florida Klaus als Kandidat der Partei Die PARTEI für den Wahlkreis Hamburg-Mitte an, auf ihn entfielen 2,4 % der Erststimmen.
Unter dem Namen Florida Klaus veröffentlichte er im Jahr 2021 ein Album namens „Vollautomatisierter Luxuskommunismus“, welches auf dem Independent-Label Gängeviertel-Records erschien.
Am 16. Dezember 2022 erschien auf Audiolith-Records Captain Gips' E.P. „Die Young as late as possible“. Alle Beats stammen von seinem alten Weggefährten Le Fou, der mit Captain Gips schon auf seiner ersten Veröffentlichung zusammenarbeitete. 
Ende 2024 hatte Captain Gips einen Cameo im Musikvideo Bigotterie von Waving the Guns.

## Diskografie

### Solo
- 2006: Transformer (Album, Silberrücken Records)
- 2007: Von oben herab (Mixtape, Silberrücken Records)
- 2009: Optimus Prime (Album, Silberrücken Records)
- 2011: Was ihr liebt (Single, Audiolith Records)
- 2011: Bettman (Single, Audiolith Records)
- 2013: Faust in der Tasche / Pennen (Single, Audiolith Records)
- 2013: 20.000 Meilen unter dem Yeah (Album, Audiolith Records)
- 2014: Hug Life (Single, Audiolith Records)
- 2014: Some old Bullshit (Album, Audiolith Records)
- 2017: Klar zum Kentern (Album, Audiolith Records)
- 2022: Die Young as late as possible (E.P., Audiolith Records)

### Als Florida Klaus
- 2016: Schaschlik und Schnaps (Single, Audiolith Records)[13]
- 2017: Ratatatat (Single, Audiolith Records)[14]
- 2018: 3x4 (Single, Audiolith Records)[15]
- 2020: Listen to your Hartz (Collabo E.P. mit Vollka Putt, Audiolith Records)
- 2021: Vollautomatisierter Luxuskommunismus (Album, Gängeviertel-Records)

### Mit Diebe der Zeit
- 1998: Demotape
- 2002: Schluss mit lustig (EP)

### Mit Neonschwarz
- 2012: Unter’m Asphalt der Strand (EP, Audiolith Records)
- 2013: In deiner Stadt/Fangen spielen (Split-Single mit Kobito, Audiolith Records)
- 2014: Fliegende Fische (Album, Audiolith Records)
- 2016: Metropolis (Album, Audiolith Records)
- 2018: Clash (Album, Audiolith Records)
- 2022: Morgengrauen (Album, Audiolith Records)

### Kollaborationen
- 2010: Neonschwarz (Downloadalbum mit Johnny Mauser, indiziert)
- 2012: Nazifreie Zone (Single mit Johnny Mauser, Audiolith Records)[16]
- 2017: Die Scheisse (Single mit Johnny Mauser, Audiolith Records)[17]

## Belege
1. ↑  Captain Gips. In: Discogs. Abgerufen am 17. Oktober 2017 (englisch).
2. ↑  Zugelassene Landeslisten und Bewerberinnen und Bewerber für die Bundestagswahl am 26. September 2021 im Land Hamburg. (PDF) hamburg.de, abgerufen am 15. April 2023.
3. ↑  Rapper Captain Gips: Hart, aber herzlich. In: Hinz&Kunzt. 28. Januar 2014, abgerufen am 3. September 2024.
4. ↑  Biografie. Laut.de, abgerufen am 3. Mai 2013.
5. ↑  Dani Fromm: Mit Schmackes zwischen alle Stühle. Laut.de, abgerufen am 3. Mai 2013.
6. ↑  Ilrike Schmidt: Osnabrücker Verwaltung gesteht Fehler ein und nimmt Bescheid zurück. Osnabrücker Zeitung, 10. November 2012, archiviert vom Original (nicht mehr online verfügbar) am 30. August 2017; abgerufen am 15. Oktober 2015.
7. ↑  Popshot: Albumkritik zu "20.000 Meilen unter dem Yeah". 20. November 2013, abgerufen am 20. November 2013.
8. ↑  Ayke Süthoff: Pegida, Ausländerhass und die rechte Klagewelle gegen Musiker wie Antilopen Gang und Captain Gips. Vice, 15. Dezember 2014, abgerufen am 17. Dezember 2014.
9. ↑  Pascal Bremmer: Captain Gips - Klar zum Kentern - Plattentests.de-Rezension. In: plattentests.de. Abgerufen am 27. Dezember 2020.
10. ↑  Arne "Florida Klaus" Ihlenfeld, Die Partei, Hamburg-Mitte, Bundestagswahl - WDR. Abgerufen am 22. September 2021.
11. ↑  Ergebnisse Hamburg-Mitte - Der Bundeswahlleiter. Abgerufen am 10. Januar 2022.
12. ↑  Waving The Guns: Waving The Guns - Bigotterie (Instr.: BRYCK; Cuts: DJ Joaf). In: YouTube. Audiolith Records, 26. November 2024, abgerufen am 30. November 2024.
13. ↑  Florida Klaus – Schaschlik und Schnaps. auf audiolith.net. Abgerufen am 12. Mai 2019.
14. ↑  Florida Klaus – Ratatatat. auf audiolith.net. Abgerufen am 12. Mai 2019.
15. ↑  Florida Klaus – 3x4. auf audiolith.net. Abgerufen am 12. Mai 2019.
16. ↑  Johnny Mauser & Captain Gips – Nazifreie Zone. auf audiolith.net. Abgerufen am 12. Mai 2019.
17. ↑  Johnny Mauser & Captain Gips – Die Scheisse. auf audiolith.net. Abgerufen am 12. Mai 2019.

| Personendaten    | Personendaten    |
| ---------------- | ---------------- |
| NAME             | Captain Gips     |
| KURZBESCHREIBUNG | deutscher Rapper |
| GEBURTSDATUM     | 20. Jahrhundert  |
| GEBURTSORT       | Hamburg          |